# Pocahontas (canción)

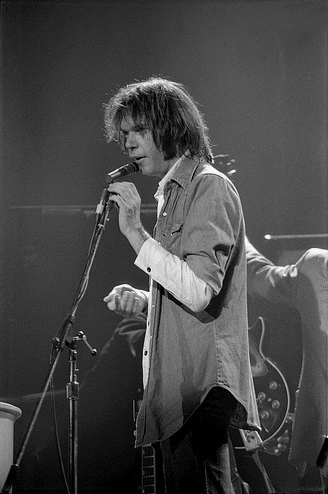
Neil Young cantando en un concierto el 9 de noviembre de 1976, en Austin, Texas.

«Pocahontas» es una canción del músico canadiense Neil Young publicada en el álbum de estudio Rust Never Sleeps. En años sucesivos fue versionada por músicos como Johnny Cash, Everclear, Emily Loizeau y Gillian Welch.

## Historia
Young grabó originalmente una versión de «Pocahontas» a mediados de la década de 1970 para Chrome Dreams, un álbum que nunca llegó a publicar. El músico se inspiró en el poema de Hart Crane The Bridge, que leyó en Londres en 1971, y en el que la princesa nativa Pocahontas es un personaje principal.
Rob Sheffield, editor de la revista Rolling Stone, definió «Pocahontas» como «una balada dolorosamente solitaria». La temática de la canción incluye pasajes sobre el tiempo, viaje a través del espacio y la camaradería. Por otra parte, Paul Nelson comentó que «Young viaja a través del tiempo y del espacio como si le pertenecieran». La letra de «Pocahontas» describe principalmente la masacare de una tribu india por colonos europeos. Sin embargo, al final de la canción, la acción salta en el tiempo hacia el presente, con una reunión ficticia en el astródromo entre el narrador, Pocahontas y Marlon Brando, actor conocido por su activismo en favor de los derechos indígenas.

## Otras versiones
Una versión en directo de «Pocahontas» fue incluida en el álbum Year of the Horse en 1997. Por otra parte, la banda Everclear versionó la canción en el álbum The Vegas Years en 2008. Otra versión fue realizada por Emily Loizeau en su álbum L' Autre Bout Du Monde en 2005. Gillian Welch también versionó la canción en The Revelator Collection.
Johnny Cash, con el respaldo de Tom Petty and the Heartbreakers, versionó "Pocahontas" en su álbum póstumo Unearthed. El crítico Thom Jurek de Allmusic definió la versión de Cash como "visionaria" y "una sabia lectura".